# Nogat de Limós

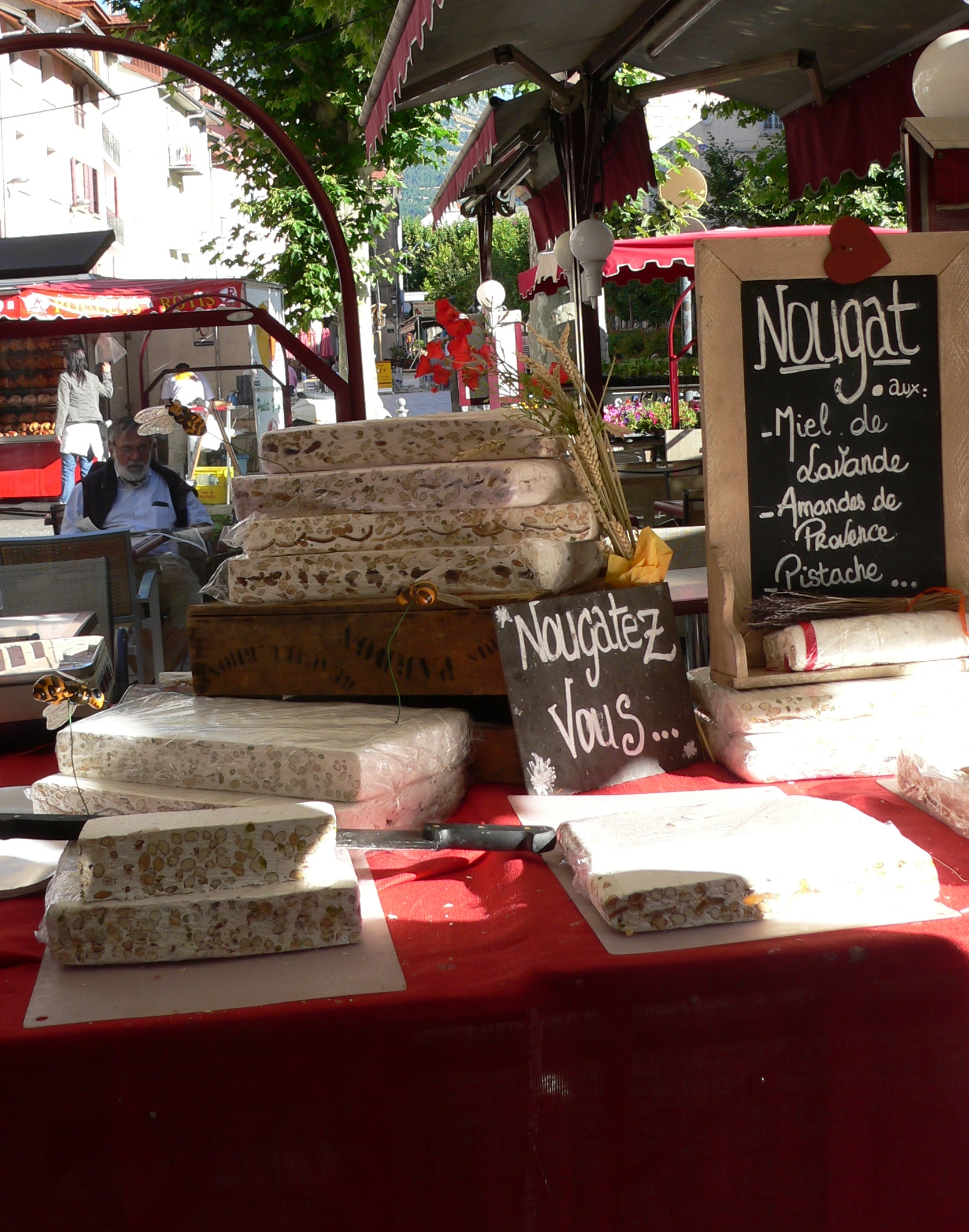
Nogat en un mercat

El nogat de Limós és un tipus de nogat tou (no és torró) produït a la vila occitana de Limós que es fa amb ou, mel i ametlla i tradicionalment es talla en triangles. El fabriquen les empreses Bor, Labadie i Pujola.